# Rushock
Rushock är en ort och civil parish i Storbritannien.   Den ligger i grevskapet Worcestershire och riksdelen England, i den södra delen av landet, 170 km nordväst om huvudstaden London. Rushock ligger 50 meter över havet och antalet invånare är 138.
Terrängen runt Rushock är platt. Runt Rushock är det tätbefolkat, med 257 invånare per kvadratkilometer. Närmaste större samhälle är Dudley, 19,7 km norr om Rushock. Trakten runt Rushock består till största delen av jordbruksmark.